# Villa Dietz
Die Villa Dietz, Kurfürstenstraße 24, 25, war wie das benachbarte Wohnhaus Kurfürstenstraße 23 („Gymnastikschule Ulrich“) eines der wenigen Bauten der sog. Bauhaus-Moderne in Potsdam. Erbaut hatte sie der Architekt Heinrich Laurenz Dietz 1928/1929 für sich selbst.
Wegen des schwierigen Baugrundes wurde das Haus auf Empfehlung der Baupolizei als Holzfachwerkbau mit Schwemmstein Ausfachung erstellt. Die dunkle dunkel Holzverkleidung kontrastiert mit dem hellen Sockel, den weißen Fenstern und hellen Traufuntersichten. Straßenseitig bot die Villa ein bewegtes Bild gestaffelter Kuben mit einem an einen Schiffsausguck erinnernde Treppenturm mit Fensterband dazwischen, das mit dem Fenstern im Erdgeschoss korrespondiert, und sich in der seitlich angesetzten Veranda des Eingangs fortsetzt. Die Gartenansicht war symmetrisch aufgebaut.
Das Haus wurde mit Ratsbeschluss vom 20. Januar 1977 unter Denkmalschutz gestellt. Der Eintrag in die Denkmalliste ist jedoch umstritten, da vermutlich eine Hausnummernvertauschung vorkam.
Aufgrund erheblicher Schäden wurde die Villa 1984 abgerissen und als Massivbau mit Holzverkleidung mit leicht verändertem Grundriss wieder aufgebaut. Die für die DDR ungewöhnliche Rekonstruktion erfolgte unter teilweiser Verwendung originaler Bauelemente, wie z. B. Türen und Treppengeländern.
2011 wurde das Gebäude auf Antrag des Eigentümers von den Potsdamer Behörden zum Abriss freigegeben. Trotz Widerstands durch engagierte Bürger, dem Förderverein des Potsdam-Museums und des Vereins ArchitraV begann im Juli 2012 der Abriss.